# Fierce Panda Records
Fierce Panda Records est un label indépendant anglais, basé à Londres. Après la parution d'un EP de compilation intitulé Shagging In The Streets en février 1994, le label lance cette même année de nombreux artistes désormais connus, tels que Ash, The Bluetones, Baby Bird et Supergrass. Le label a également le label des premiers singles d'artistes tels que Coldplay, Art Brut, Embrace, Keane, Death Cab for Cutie, The Maccabees, The Polyphonic Spree et Placebo.

## Historique
Le label est fondé en février 1994 par trois journalistes du magazine new Musical Express ; Simon Williams, John Harris et Paul Moody. Le label est longtemps spécialisé dans la publication de singles sans signer les artistes pour de longs contrats,il publie ainsi les premiers disques de Coldplay, Placebo, Ash ou Keane mais se développe depuis comme un label indépendant plus traditionnel.

## Artistes publiés
- 3 Colours Red (en)
- Acres Of Lions
- Agent Blue
- Akira
- Albert Gold
- Alterkicks
- Apartment (band) (en)
- Astronaut
- Atlantic Dash
- Baddies
- Battle
- Beaker
- Bellatrix
- Bellringers
- Billy Mahonie (en)
- Black Wire
- Blackbud
- Boy Kill Boy (en)
- Cablecar
- Campag Velocet (en)
- Canola
- Capdown
- Caretaker
- Channel 6
- Chest
- Chewy (en)
- Chikinki (en)
- China Drum (en)
- Clint Boon
- Coin-op
- Coldplay
- Colleagues
- Das Wanderlust
- David Ford
- Dead Disco (en)
- Dead Kids
- Death Cab For Cutie
- Department M
- Desperate Journalist
- Dingus Khan
- Dirty Little Faces
- Dweeb
- Easyworld
- Electrelane
- Electricity In Our Homes
- Embrace
- Felt Tip
- Fight Like Apes (en)
- Films Of Colours
- Fiver
- Foe
- Formula One
- Four Dead In Ohio
- Fresh legs
- Further
- Gledhill
- Goldheart Assembly
- Gospel Music
- Hatcham Social
- Hawk Eyes
- Hey Sholay
- Hundred Reasons
- I Am In Love
- Idlewild
- I Like Trains
- Immense
- Inner Sleeve
- Jims Super Stereo
- KaitO (en)
- Kari Kleiv
- Keane
- Kenike
- Kidnapper
- Kitchens Of Distinction
- Kitten
- Kyte
- Lapsus Linguae
- Laptop
- Le Neon
- Linoleum
- Llama Farmers
- Lolita Storm
- Longfellow
- Loved Ones
- Magicdrive
- Magoo (en)
- Make Good Your Escape
- Malluka
- Medium 21
- Melanie Pain
- Mercedes
- Milo Greene
- Mogwai
- My Architects
- Nadine Shah
- Oas*s
- Phonotype
- Placebo
- Polyphonic Spree
- Pullover
- Redtrack
- Regular Fries (en)
- Repairman
- Rothko
- Sammy
- Scarfo (en)
- Seafood (band) (en)
- Shitdisco
- Silhouette
- Simple Kid
- Sing-Sing
- Sissy And The Blisters
- Six by Seven
- Sniper
- Spy 51
- Super J Lounge
- Talk Talk compilation
- Tape fear
- Taxi Taxi!
- Team Waterpolo
- Tenner
- Terror Pigeon
- The Author
- The Blackout
- The Chevin
- The Computers
- The Crookes
- The Disappointments
- The Drama
- The Faint
- The Features
- The Great Outdoors
- The Hair
- The Heartbreaks
- The Hosts
- The Hot Puppies
- The Immediate
- The Interpreters
- The Kabeedies
- The Maccabees
- The Mint Chicks
- The Molotovs
- The Music
- The Pains of Being Pure at Heart
- The Parkinsons
- The Pecadiloes
- The Pistolas
- The Polyphonic Spree
- The Rain Band
- The Raveonettes
- The Revelations
- The Ruling Class
- The Spinto Band
- The TenFiveSixty
- The Vacation
- The Von Bondies
- The Walkmen
- The Workhouse
- This Girl
- Thomas Tantrum
- Tiger (band) (en)
- Tim Allon
- Tiny Too
- Toaster
- Tom Hickox
- Town
- TV One
- Twig
- Twist
- Ultrasound (band) (en)
- White Belt Yellow Tag
- White Rabbits
- Winnebago Deal
- Woodpigeon
- Wreckless Eric
- YMSS
- You Say Party! We Say Die!
- Zulu Winter (en)